# Mary Barber
Mary Elizabeth Barber, född Bowker 5 januari 1818 i South Newton, Wiltshire, Storbritannien, död 4 september 1899 i Malvern, KwaZulu-Natal, Sydafrika, var en kvinnlig pionjär inom flera vetenskapliga fält under 1800-talet. Utan formell utbildning gjorde hon sig främst ett namn inom botanik, ornitologi och entomologi, men hon studerade även geologi, etnologi, arkeologi och paleontologi. Hon var även erkänd målare, poet och använde sitt konstnärskap för att illustrera sina vetenskapliga avhandlingar, som bland annat publicerades av Royal Entomological Society, Royal Botanical Gardens, Kew och Linnean Society of London.

## Biografi
Mary Elizabeth Barber, född Bowker i South Newton, Wiltshire den 5 januari 1818, var Miles och Maria Bowkers nionde barn. Redan året därpå flyttade familjen till Sydafrika. Fadern undervisade barnen och hans förkärlek till naturhistoria influerade utbildningen. Genom boken The genera of South African plants, arranged according to the Natural System, från 1938, fick hon en inblick i Linneansk taxonomi och hennes vetgirighet ledde henne till att börja korrespondera med författaren William Henry Harvey.
Barber gjorde ett flertal betydande bidrag till botaniken genom sina samlingar och vetenskapliga studier av sydafrikansk flora och fauna. Detta har bland annat inneburit att ett flertal växter har givits namn efter henne. Hon ska också inspirerat Charles Darwin till hans funderingar kring malars roll vid pollinering av orkidéer. Hennes influenser på Darwins arbete skedde dock indirekt, via entomologen Roland Trimen (1840–1916). Marys arbete influerade botaniska samling i Kew och hennes avhandlingar lästes under möten med the Linnean Society.
1878 bjöds hon som första kvinna att bli medlem i the South African Philosophical Society. The Linnean Society in London tillät inte kvinnliga medlemmar förrän 1905. Hon blev medlem den 26 juni 1878 och hennes arbete om djurs färger i förhållande till deras habitat (On the peculiar colours of animals in relation to habits of life.) publicerades senare samma år. Arbetet var en kommentar till en artikel av Alfred Russel Wallace publicerad året innan, där han debatterade Darwins teori om honors val inom den sexuella selektionen. Baserat på sina studier argumenterade Barber att honor valde hanar utifrån fenotyp, som uppvisningsritualer eller praktfulla fjäderdräkter. Hon var en hängiven Darwinist och hennes arbete var starkt influerat av Darwins teori om det naturliga urvalet. Senare blev hon som första kvinna medlem i Ornithologischer Verein i Wien, Österrikes viktigaste ornitologiska förening. Hon var även delaktig i skapandet av den första stratigrafiska studien av Sydafrikas geologi och studerade landets etnologi, arkeologi och paleontologi.
Mot slutet av sitt liv hade hon tillräckligt med pengar för att besöka Europa vilket hon gjorde 1889 då hon besökte The Royal Botanic Gardens i Kew för första gången och även vetenskapliga kollegor runt om i Europa. Hon dog i Malvern i KwaZulu-Natal, Sydafrika, den 4 september 1899 vid en ålder av 81 år.